# 交響曲第41番 (ハイドン)
交響曲第41番 ハ長調 Hob. I:41 は、フランツ・ヨーゼフ・ハイドンが1768年頃に作曲した交響曲。

## 作曲年代
この曲は自筆原稿が残っておらず、作曲年代ははっきりしない。ヨハン・ユリウス・フンメル（有名なヨハン・ネポムク・フンメルとは無関係）によって1770年に出版されているので、それ以前の曲である。H.C.ロビンス・ランドンは、おそらくヨハン・エルスラーによって書かれた筆写譜の紙の種類と、エントヴルフ・カタログ上の位置を根拠として、1768年には既に書かれていたかもしれないとした。またソーニャ・ゲルラッハは、緩徐楽章に独奏楽器以外に通常の管楽器が用いられていることから1767年以前の作品ではないとした。
同時期に書かれたハ長調の交響曲には、ほかに第38番『こだま』と第48番『マリア・テレジア』がある。

## 編成
フルート1（第2楽章のみ）、オーボエ2、ホルン2（、トランペット2、ティンパニ）、第1ヴァイオリン、第2ヴァイオリン、ヴィオラ、低音（チェロ、コントラバス、ファゴット）。
ジェームズ・ウェブスターによれば、トランペットとティンパニのパートは上記エルスラーの筆写譜には存在せず、またどちらの楽器も当時のエステルハージ家では使われていなかったと考えられることから、真正のものではない。
1765年9月にフルート奏者のフランツ・ジーグルが解雇された後、ハイドンの交響曲でフルートが常に使われるようになるのは再びエステルハージ家にフルート奏者が雇われる1776年4月以降で、それ以前には珍しい。本曲以降、第61番までフルートは使われていない。
ホルンは第2楽章で低いC管が、それ以外の楽章では高いC管が使われる。

## 曲の構成
全4楽章、演奏時間は約24分。
- 第1楽章 アレグロ・コン・スピーリト
ハ長調、4分の3拍子、ソナタ形式。

おだやかな舞曲風の第1主題が弦楽器に現れる。2回めはオーボエが重ねられ、派手なトレモロによって盛り上がる。提示部のかなり後ろの方で弦楽器によって第2主題が演奏される。展開部は極端な転調やフェルマータを含む。再現部の第2主題にはオーボエが重ねられる。

- 第2楽章 ウン・ポコ・アンダンテ
ヘ長調、4分の2拍子、ソナタ形式。
弱音器をつけたヴァイオリンによってはじまる。続けてフルートの独奏が32分音符で分散和音を演奏し、第1オーボエが旋律を奏でる。展開部は再現部の直前まで弦楽器のみによる。

- 第3楽章 メヌエット - トリオ
ハ長調、4分の3拍子。
メヌエット主部はトリルや3連符を使った華やかな主題を持つ。トリオは対照的にレントラー風の素朴な曲で、管楽器が主題を演奏する。

- 第4楽章 フィナーレ：プレスト
ハ長調、4分の2拍子、ソナタ形式。

3連符の連続によるジーグ風の高速な舞曲になっている。